# Bitva o Kyjevský kotel
Bitva o Kyjev, též kyjevská obranná operace, byla vojenská operace ve velké vlastenecké válce v rámci operace Barbarossa, která vyústila v katastrofální porážku sovětských vojsk v okolí Kyjeva. Jedná se o bitvu, při které došlo k největšímu obklíčení vojsk v historii válek. Do zajetí padlo přes 600 tisíc sovětských vojáků.

## Stručný popis
Ve snaze zastavit útočící německou armádu vytvořila v srpnu 1941 Rudá armáda silnou opěrnou linii v předpolí Kyjeva (Kyjevská opevněná oblast) a především na východním břehu Dněpru. V této situaci se Hitler rozhodl bleskově odklonit směrem na jih početné tankové síly, postupující na Moskvu, a dostat se tak obráncům do zad. Toto nečekané rozhodnutí, které zaskočilo mnohé nacistické velitele, zastihlo nepřipravené rovněž sovětské obránce, kteří nedokázali útok odrazit, zejména když se následně v září podařilo jiným německým obrněným jednotkám přeplavit dále na jihu přes Dněpr a uzavřít kolem obránců kotel.

## Průběh operace

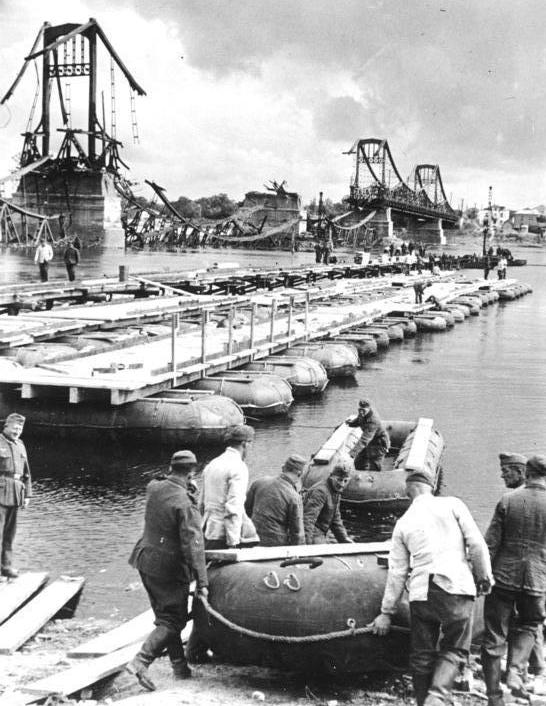
Němečtí vojáci staví pontonový most přes Dněpr

V srpnu vznikl na Ukrajině, západně od Kyjeva, výběžek ve frontě, který znamenal pro útočící Wehrmacht vážný problém. Přes houževnatou sovětskou obranu Němci postupovali jen za cenu značných ztrát a nakonec byli Sověty dokonce přinuceni k částečnému ústupu z již dobytých předměstí Kyjeva.
Za této situace Německé hlavní velitelství (OKH) zvažovalo, zda má podpořit postup Skupiny armád Jih v okolí Kyjeva přesunutím části obrněných sil Skupiny armád Střed, postupující tou dobou středním Ruskem směrem na Moskvu. O tomto plánu se rozhořel spor mezi vysokými německými důstojníky a samotným Hitlerem, ale vůdce nakonec rozhodl, že uskupení sovětských vojsk musí být zlikvidováno a Ukrajina co nejrychleji využita pro potřeby německého válečného průmyslu i zemědělství.
Na pomoc německé Skupině armád Jih, která postrádala dostatečnou sílu potřebnou k překročení Dněpru, byly tedy vyslány německé síly ze Skupiny armád Střed. Jednalo se o podstatnou část 2. tankové armády generála Heinze Guderiana a o 2. armádu (němečtí velitelé s tímto krokem nesouhlasili – sám Guderian se pokusil to Hitlerovi rozmluvit).
Spory nastaly i na sovětské straně mezi Stalinem a Žukovem, který si přál stažení jednotek bránících Kyjev za Dněpr, protože si byl vědom možnosti obklíčení. Stalin však zastával svůj názor a rozhodl o tom, že se sovětská vojska budou bránit na stávajících pozicích.
Hlavní útok německých vojsk na postavení Rudé armády začal 23. srpna 1941. Sovětská vojska, jimž velel maršál SSSR Semjon Buďonnyj, nedokázala reagovat na bleskové akce Wehrmachtu, neboť, i když měla co do počtu vojáků početní převahu, neměla odpovídající sílu, kterou by mohla čelit úderným seskupením německých tanků. Jednotky se dostaly brzy do obklíčení a 13. září Stalin neúspěšného Semjona Buďonného odvolal z velení armády. Obranu Kyjeva začal řídit generál Michail Kirponos, který však rovněž katastrofě zabránit nedokázal. Některým sovětským jednotkám se ještě podařilo z obklíčení probít a zapojit se do dalších bojů.
19. září byla nucena Rudá armáda opustit Kyjev. Přesunuli se však pouze do již uzavřeného kotle na východním břehu Dněpru, když za sebou zničili všechny mosty. O den později padl generál Michail Kirponos. 26. září se vzdaly poslední zbytky obklíčených sovětských vojsk.

## Důsledky

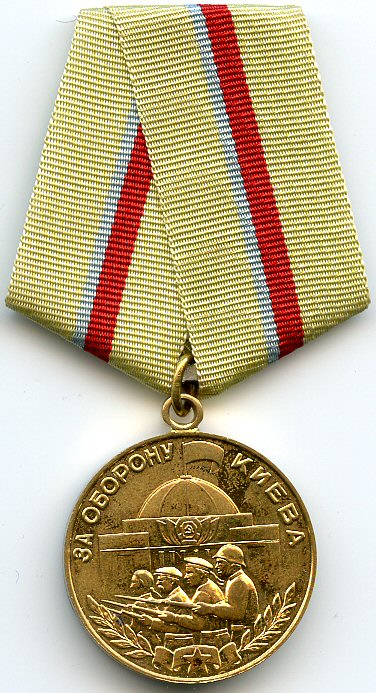
Sovětské vyznamenání "Za obranu Kyjeva"

Rudá armáda utrpěla drtivou porážku, při které bylo zabito, zraněno či zajato přes 700 tisíc vojáků. Jako důsledek německého vítězství u Kyjeva byl odstraněn významný výběžek v jižní části německo-sovětské fronty a skupině armád Jih se otevřela cesta k dobytí a obsazení strategicky významné oblasti - Donbasu a následně postupu na Kavkaz.
Vojska Skupiny armád Střed se vrátila na sever a znovu zapojila do útoku na Moskvu. Operace u Kyjeva však představovala přibližně měsíční zdržení, což mohlo, spolu s dalšími okolnostmi, přispět k tomu, že místo dobytí hlavního města do příchodu zimy je na přelomu roku u Moskvy potkala první vážná porážka.
Ještě v září, bezprostředně po dobytí Kyjeva, začali Němci s pomocí místních kolaborantů s vyhlazováním Židů. Během prvních dnů jich bylo v nedaleké rokli Babij Jar zastřeleno přes 33 tisíc. Později bylo vybíjeno i romské a slovanské obyvatelstvo a odhaduje se, že do osvobození, během dvou let masového zabíjení tam přišlo o život 100–200 tisíc osob.